# 竹滬華山殿
22°51′48″N 120°13′44″E / 22.863424°N 120.228911°E

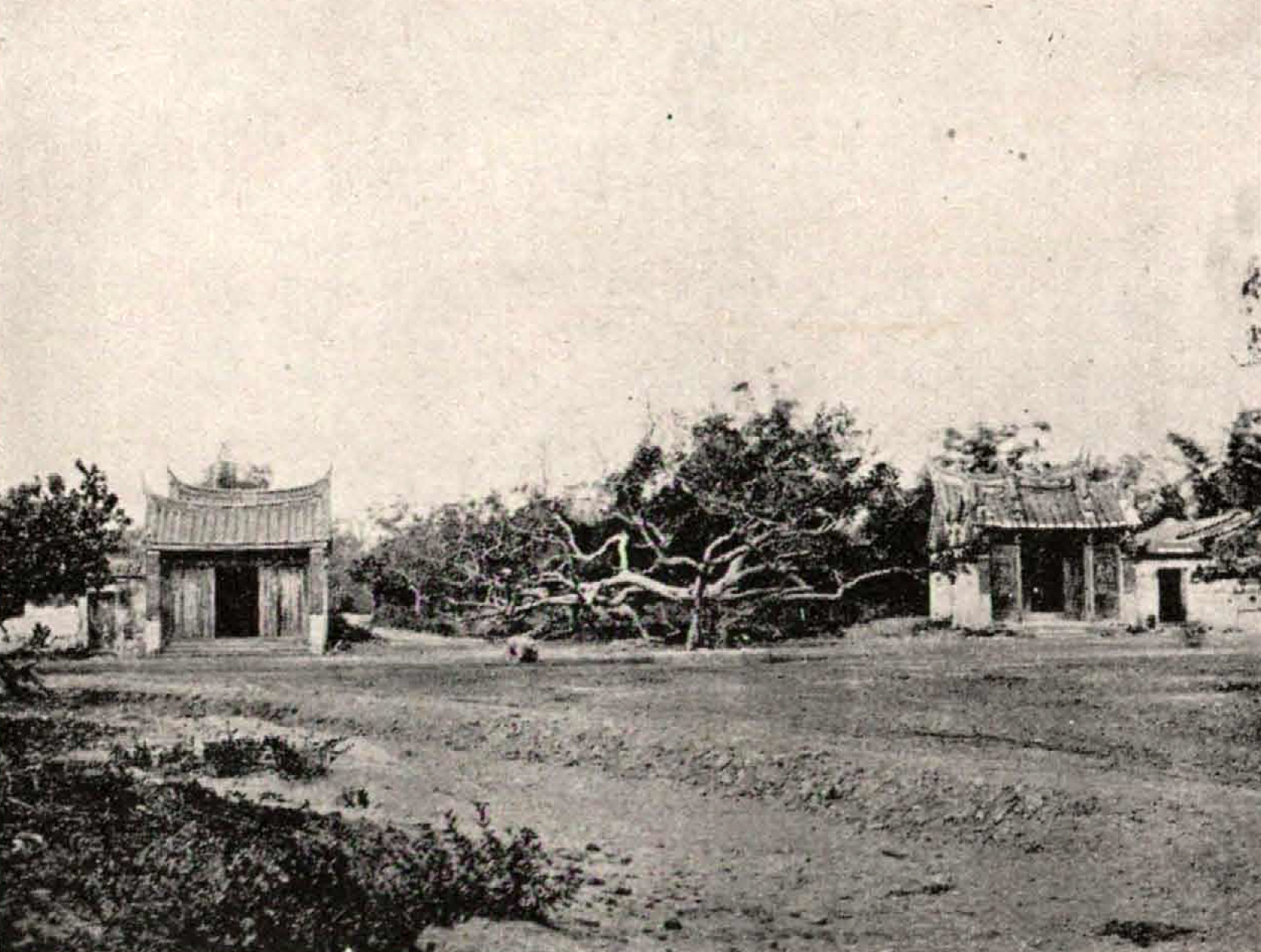
日治時期的寧靖王廟 (右側建築)

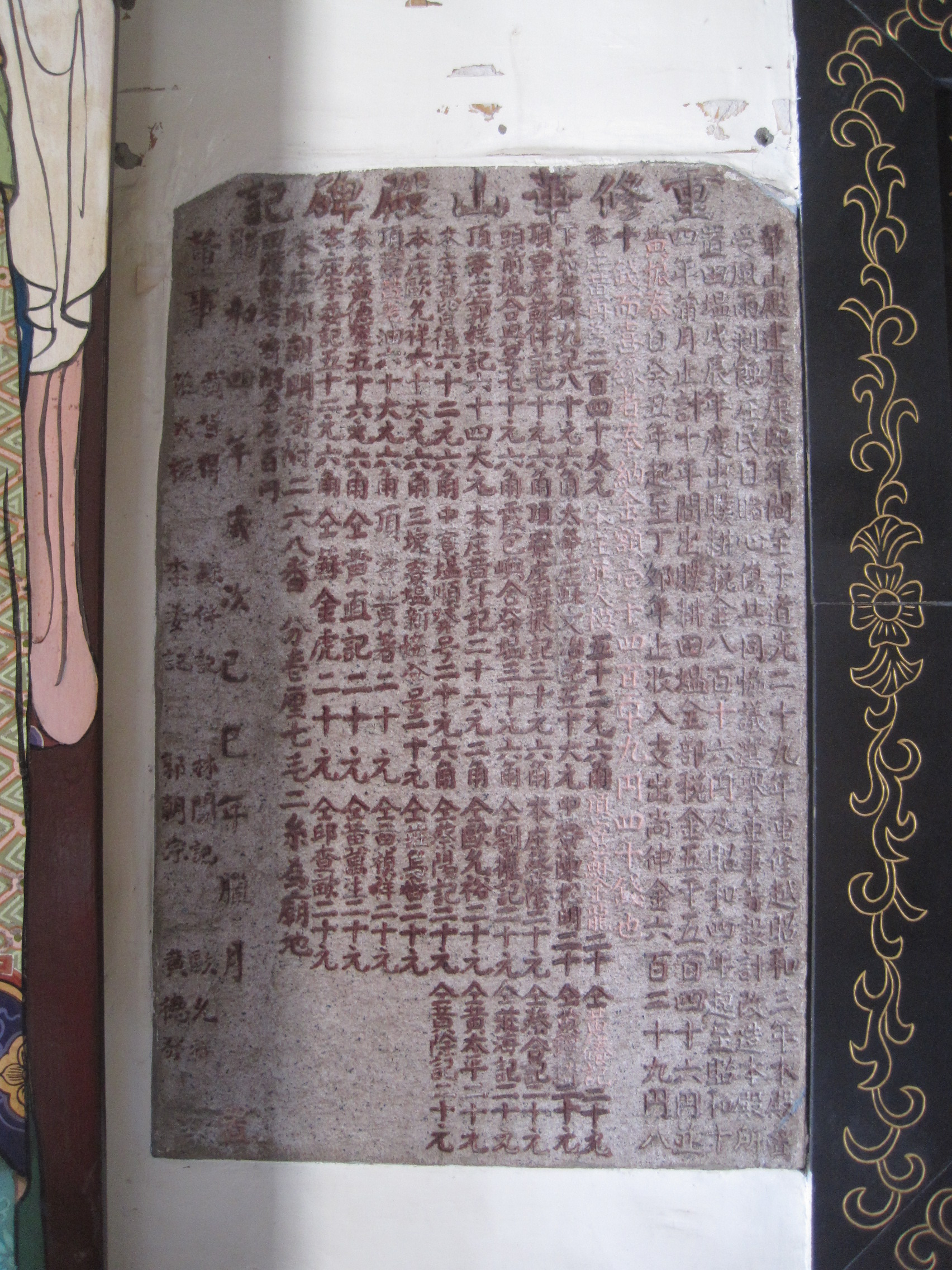
重修華山殿碑記

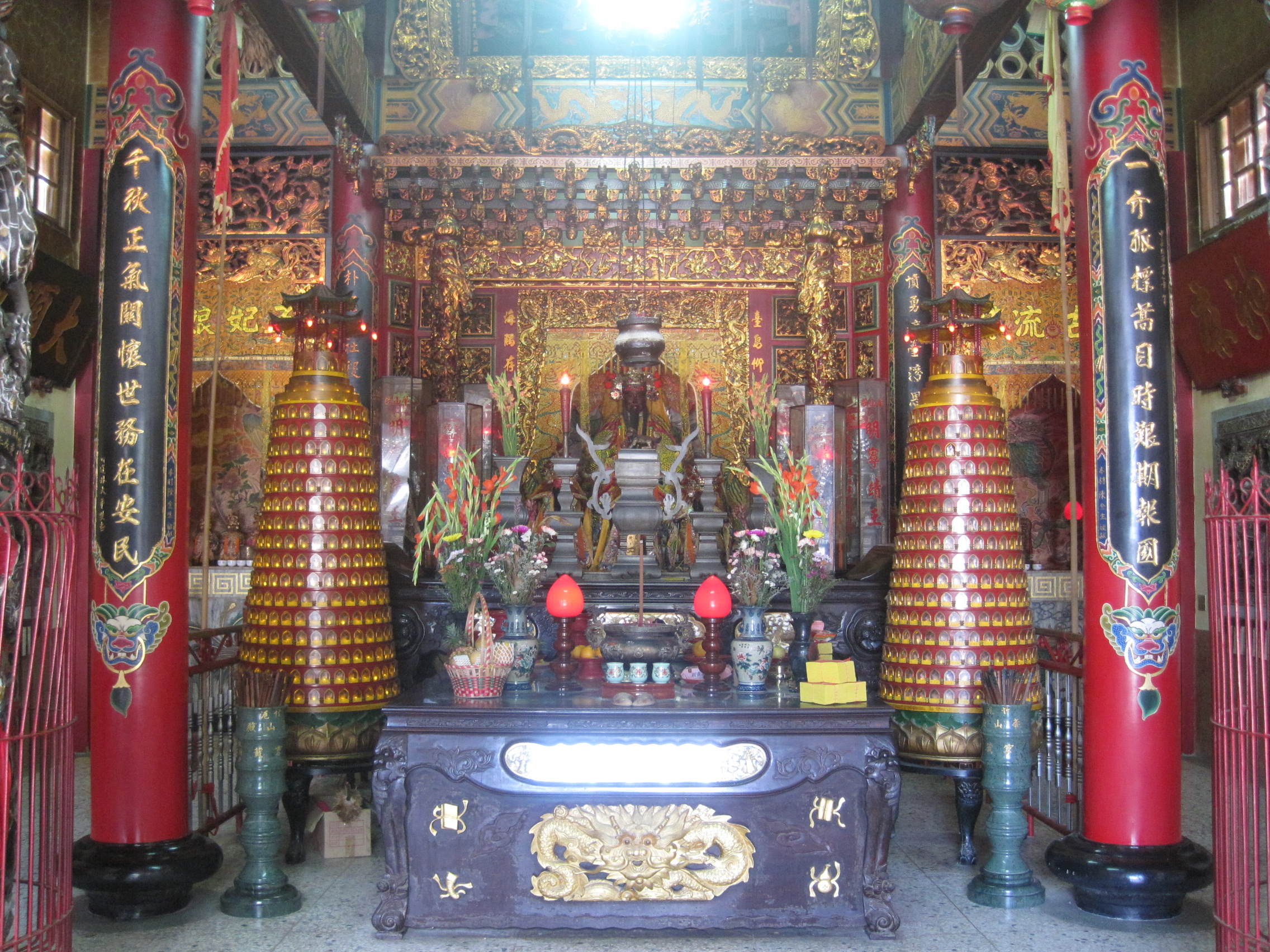
內部樣貌

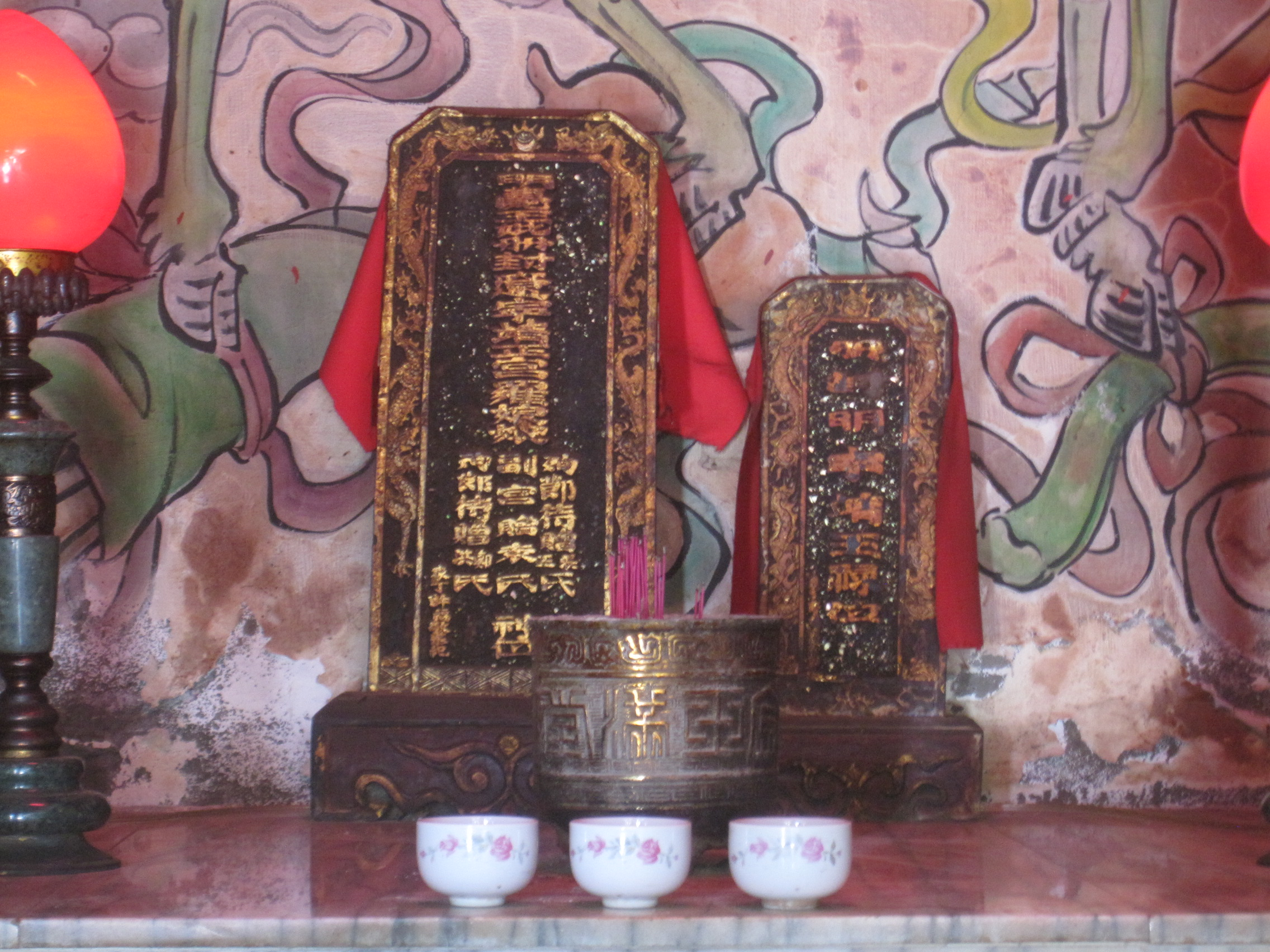
由王之家丁許福所立的寧靖王祿位 (右)、正宮羅氏神位 (左)

竹滬華山殿位於臺灣高雄市路竹區，於古書記載為寧靖王祠或寧靖王廟，主祀明朝（南明）寧靖王朱術桂，是竹滬地區的公廟。除供奉寧靖王外，該廟亦有供奉王妃羅氏的牌位以及五妃的神像。

## 沿革
華山殿所在的竹滬一帶在明鄭時期曾是寧靖王朱術桂擁有的田園，據說當他自殺殉國之時，將所有的田契都銷毀，將土地遺留給莊民與佃戶。當地居民感念寧靖王之氣節與恩德，為避免其墓塚遭清兵破壞，遂興造百座疑塚來掩護真塚。而在臺灣清治時期之初，莊民僅敢暗中祭祀寧靖王，直到康熙年間的鳳山縣知縣宋永清公然親訪寧靖王墓並寫詩弔念，才轉而公開祭祀寧靖王並有建廟之議。
目前確切的建廟年代已不可考，而當前可見最早的文獻是乾隆三年（1738年）舉人陳輝的詩作，而後在乾隆廿九年（1764年）出版的《重修鳳山縣志》也已將寧靖王廟收錄進去。《路竹鄉志》中推測，該廟應在雍正到乾隆初年期間建造，且時間應該在五妃廟興建的乾隆十一年（1746年）之前或相近時期。不過在廟中的〈重修華山殿碑記〉中，則記載該廟開基於康熙年間。
而根據〈重修華山殿碑記〉的記載，該廟在道光廿九年（1849年）曾經重修過，而後到了日治時期的昭和三年（1928年）因為本殿受風雨侵蝕，當地居民遂集資重新設計改造本殿。二次大戰後，高雄縣政府在1977年撥款將舊廟拆毀重建，由於舊蹟不存，所以並未列為古蹟。
而在2011年時，華山殿廟方人員表示受到寧靖王託夢，告知他們想回到昔日生活過的地方看看，便籌畫「回府視事進香」的行程。該年10月15日，寧靖王神像由延平郡王神像帶領下，先後造訪五妃廟、鄭成功祖廟等與寧靖王頗有淵源的臺南廟宇，最後在曾為寧靖王府的大天后宮舉辦三獻禮。